# Carl Wilhelm Baur
Carl Wilhelm Baur, auch Carl Wilhelm von Baur, (* 17. Februar 1820 in Tübingen; † 3. Mai 1894 in Stuttgart) war ein deutscher Mathematiker.

## Leben
Baur besuchte das Lyzeum in Tübingen und studierte dort 1836 bis 1839 Mathematik, Naturwissenschaften und Philosophie. 1839/40 setzte er sein Studium in Paris fort (Collège de France, Sorbonne). 1841/42 betrieb er privat Studien in Tübingen, war ab 1842 Lehramtsverweser am Obergymnasium in Ulm, danach am Obergymnasium und der Oberrealschule in Heilbronn (Oktober 1842 bis Frühjahr 1843), am Lyceum und der Realschule in Ravensburg und an der Realschule in Stuttgart. 1844 wurde er Oberreallehrer in Reutlingen und ab 1845 Professor für Mathematik, Naturwissenschaften und Geographie am Obergymnasium in Ulm. 1852 wurde er Professor für Mathematik und Darstellende Geometrie am Polytechnikum in Stuttgart. Nach der Umwandlung in eine Technische Hochschule lehrte er dort höhere Analysis, reine Mechanik und neuere Geometrie.
Er stand in den 1840er Jahren mit Robert Mayer in Briefwechsel. Sie lernten sich 1840 in Paris kennen, von wo aus Mayer als Schiffsarzt auf Reise nach Java ging. Der Briefwechsel ist von Bedeutung für die Geschichte der Entdeckung des Energiekonzepts durch Mayer. Sie trafen sich während Baurs Aufenthalt in Heilbronn auch häufig persönlich (in dieser Zeit ist der Briefwechsel unterbrochen) und Baur unterrichtete Mayer in Mathematik und Mechanik.
Ab 1852 hielt er auch Vorlesungen über Geodäsie am Polytechnikum, die dann ab 1865 eine eigene Professur bekam, besetzt mit Hugo Schoder (1836–1884, Hugo von Schoder).
Baur wurde in den württembergischen Personaladel erhoben. Er war mit Amalie Klotz (1825–1904) verheiratet und ist der Vater des Managers (im Vorstand der Friedrich Krupp AG) und Geheimen Baurats Georg Carl Friedrich Baur (1859–1935).

## Schriften
- Mathematische und geodätische Abhandlungen. Zum 70. Geburtstage des Verfassers (17. Februar 1890) herausgegeben von seinen früheren Schülern, Stuttgart: Wittwer 1890 (Digitalisat).